# Grey's Anatomy: The Video Game
Grey's Anatomy: The Video Game é um jogo de video game baseado na série Grey's Anatomy. O jogo foi lançado em 10 de março de 2009 para Windows, Nintendo DS e Wii pela Ubisoft.
O jogo é semelhante a uma mistura entre Trauma Center e jogos de ação, com os jogadores controlando os personagens.

## O jogo
O roteiro do jogo foi escrito pelo time de escritores e produtores da série, nele, o jogador controla os personagens principais do Seattle Grace Hospital. As opções escolhidas pelos jogadores influem no caminho seguido pela história. Com a utilização do Wii Remote, Mouse e a Stylus do Nintendo DS são realizadas as cirurgias de forma mais intuitiva.